# تپه دامنی
تپه دامنی مربوط به دوره اشکانیان است و در شهرستان ایرانشهر، بخش بمپور، دهستان بمپور شرقی، ۲کم جنوب غرب شهرک شهید بهشتی، نزدیک چاه حسین دامنی واقع شده و این اثر در تاریخ ۳۰ بهمن ۱۳۸۶ با شمارهٔ ثبت ۲۱۱۵۵ به‌عنوان یکی از آثار ملی ایران به ثبت رسیده است.